# Бомбаші

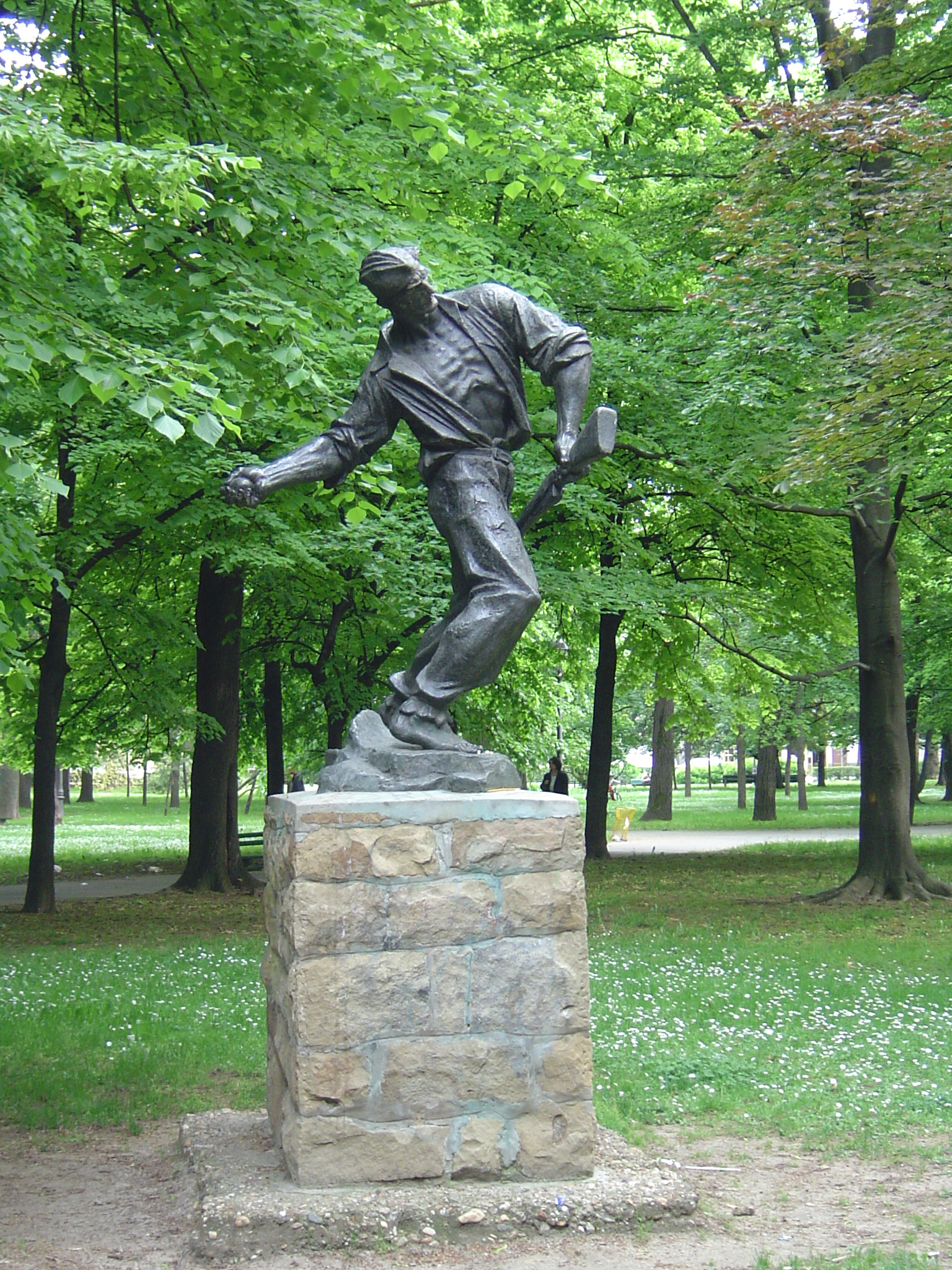
Пам'ятник «Бомбаш» у Земуні, скульптор Ваня Радауш

Бомбаші (серб. Бомбаши / Bombaši) — добровольчий гренадерський підрозділ Народно-визвольної армії Югославії, основним призначенням яких був штурм укріплених позицій противника за допомогою гранат. Бомбаші відігравали важливу роль в операціях НВАЮ в умовах переваги противника у вогневій силі, оскільки могли замінити міномети й артилерію в деяких ситуаціях (переважно на початку війни). Вони вважалися одними з найбільш доблесних партизанських бійців. В основному бомбашами були юнаки та дівчата, але нерідко бомбашами ставали діти.

## Призначення
Бомбаші входили до складу передових і ударних частин, займалися різними саботажними операціями (в тому числі й підривом бронетехніки) і допомагали проривати оточення противника, але найчастіше використовувалися саме для захоплення ворожих укріплень. Зазвичай бомбаші (групами від 5 до 10 осіб) вночі непомітно прокрадалися до ДОТів і ДЗОТів противника й кидали гранати в амбразуру, знищуючи ворожих солдатів або виводячи їх з ладу. Підтримку бомбашам іноді надавали кулеметники, а іноді бомбаші діяли й без них.
Штурм укріплень був особливо небезпечним для бомбашів, оскільки в разі виявлення їм рідко вдавалося врятуватися. Відповідно, навчанню бомбашів приділялася велика увага в Народно-визвольній армії Югославії. Верховний головнокомандувач, маршал Йосип Броз Тіто у жовтні 1941 року видав «Керівництво по утриманню й обороні звільнених територій» (серб. Упутства како се држи — брани ослобођени териториј) і «Керівництво по захопленню й звільненню населеного пункту» (серб. Упутсва како се осваја и ослобађа насељено место), які зіграли велику роль у підготовці бомбашів. Багато з бомбашів, полеглих у боях, пізніше були посмертно удостоєні вищої військової нагороди — звання Народного героя Югославії.

## Деякі дії бомбашів
- Бомбаші здійснювали ряд диверсій в містах. Так, 2 серпня 1941 року бомбаші у складі ударної групи в Ниші скоїли напад на німецьких офіцерів у готелі «Парк»; 4 серпня в Загребі партизани у Ботанічному саду напали на групу усташів, в результаті вибуху гранат і пострілів 28 осіб були поранені; 9 листопада в Спліті в результаті диверсії поранено 24 солдат й офіцера італійської армії. У 1941 році бомбаші активно діяли в містах Беране, Ліг і Крупань, в 1942 році — в Лівно, а в наступні роки бої йшли в містах Бієліна, Тузла, Гарешниця і Баня-Лука.
- Прориви з оточення були здійснені завдяки бомбашам в 1942 році на Козарі й в 1943 році на Неретві та на Сутєсці, а також на Любіном цвинтарі та Барамі. На Неретві в ніч із 7 на 8 березня 1943 року група бомбашів форсувала річку, ліквідувала сили противника і створила плацдарм. У 1944 році 14-та словенська дивізія вирвалася з німецького оточення в районі Светі-Дух.
- У червні 1942 року в Козарі, в жовтні 1943 року в Тузлі й в січні 1944 року бомбаші успішно замінювали партизанам артилерію в планах артилерійської підготовки, супроводу і навіть вогню прямою наводкою. Бомбашами таким чином були розгромлені ряд моторизованих і танкових колон.

## Відомі бомбаші
- Марія Бурсач

## У культурі
У 1973 році вийшов югославський фільм «Бомбаші» із Батой Живоїновичем і Любішей Самарджичем, в якому розповідалося про історію двох бомбашів-товаришів по службі.